# Église Saint-Léon de La Baussaine
L'église Saint-Léon est une église catholique située au bourg de La Baussaine, en France. L'édifice, dédié au pape Saint-Léon Le Grand, compte parmi les plus intéressantes églises rurales d'Ille-et-Vilaine édifiées dans le style gothique flamboyant, tant par son architecture que les verrières qu'elle conserve.

## Localisation
L'église est située dans le département français d'Ille-et-Vilaine, dans la commune de La Baussaine. Juchée sur un tertre délimité par la rue du pont et la place de l'église, l'édifice est encore environné de son cimetière où se dresse une croix de granite de 1661. Cette dernière, outre cette date, est ornée d'un calice, d'une hostie, d'un bâton de pèlerin et d'une coquille Saint-Jacques.

## Historique
Bien que première mention de La Baussaine soit faite en 1197, le desservant de la paroisse, nouvellement démembrée de celle de Tinténiac, étant témoin d'une donation entre l'Abbaye Saint-Georges de Rennes et les seigneurs de Tinténiac, l'église actuelle remonte essentiellement au XVIe siècle. Plusieurs détails architecturaux ou inscriptions tant sur les sablières que les murs de l'église permettent de dresser une chronologie approximative de l'histoire du bâtiment.
- Seconde moitié du XVe siècle : édification de la façade occidentale et du chevet (datation de par leur style),
- Tournant des XVe siècle et XVIe siècle : construction du collatéral nord ? (le premier chapiteau de l'arcade occidentale de la nef porte la cordelière de veuve d'Anne de Bretagne),
- 1527 : millésime porté par une des sablières de la nef,
- 1555 : inscription sur une sablière d'une des chapelles septentrionales[4],
- 1575 : construction de la tour-clocher monumentale, le rez-de-chaussée tenant lieu de sacristie[3],
- 1675 : érection de la chapelle attenante à la tour (date au linteau de la porte)[5],
- 1834-1836 : édification d'une nouvelle sacristie à l'angle du chœur et de la tour méridionale.

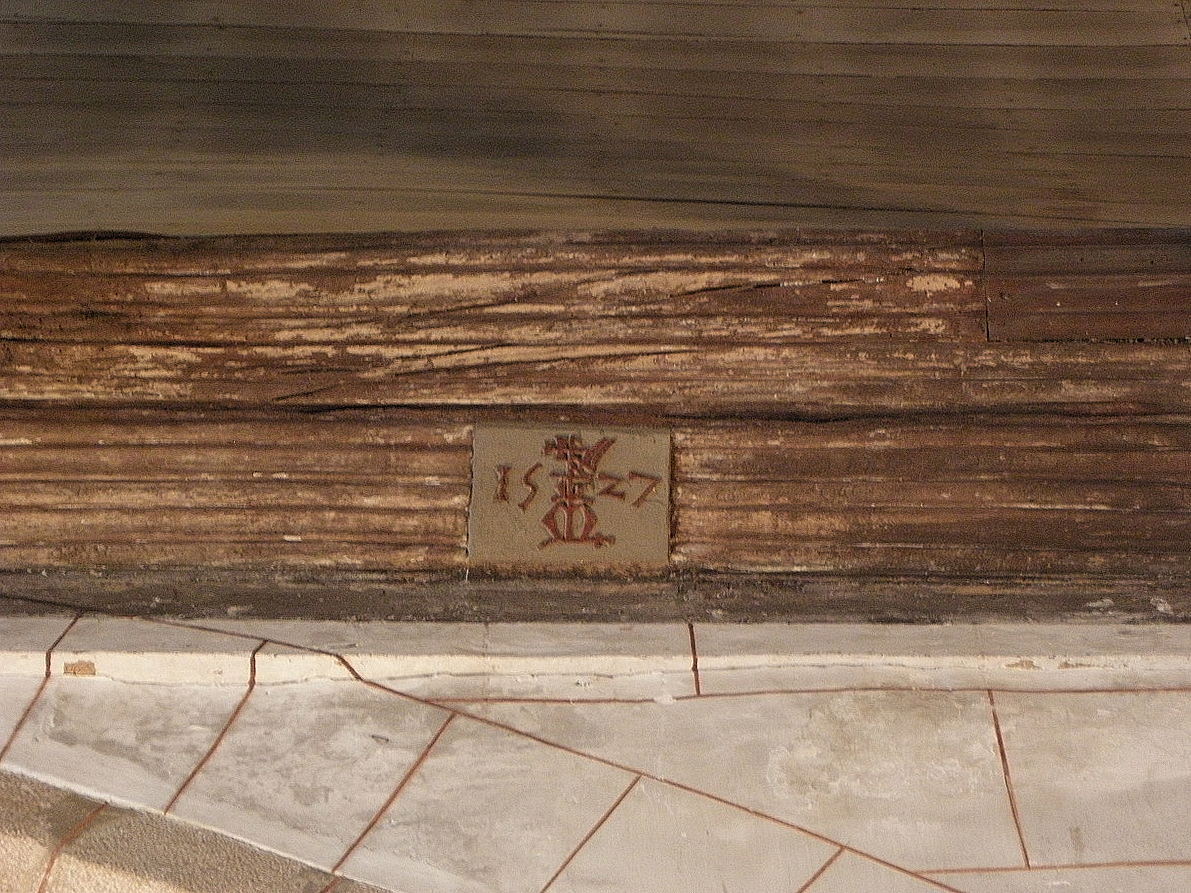
Sablière de la nef portant le millésime 1527 ainsi qu'une marque de marchand.
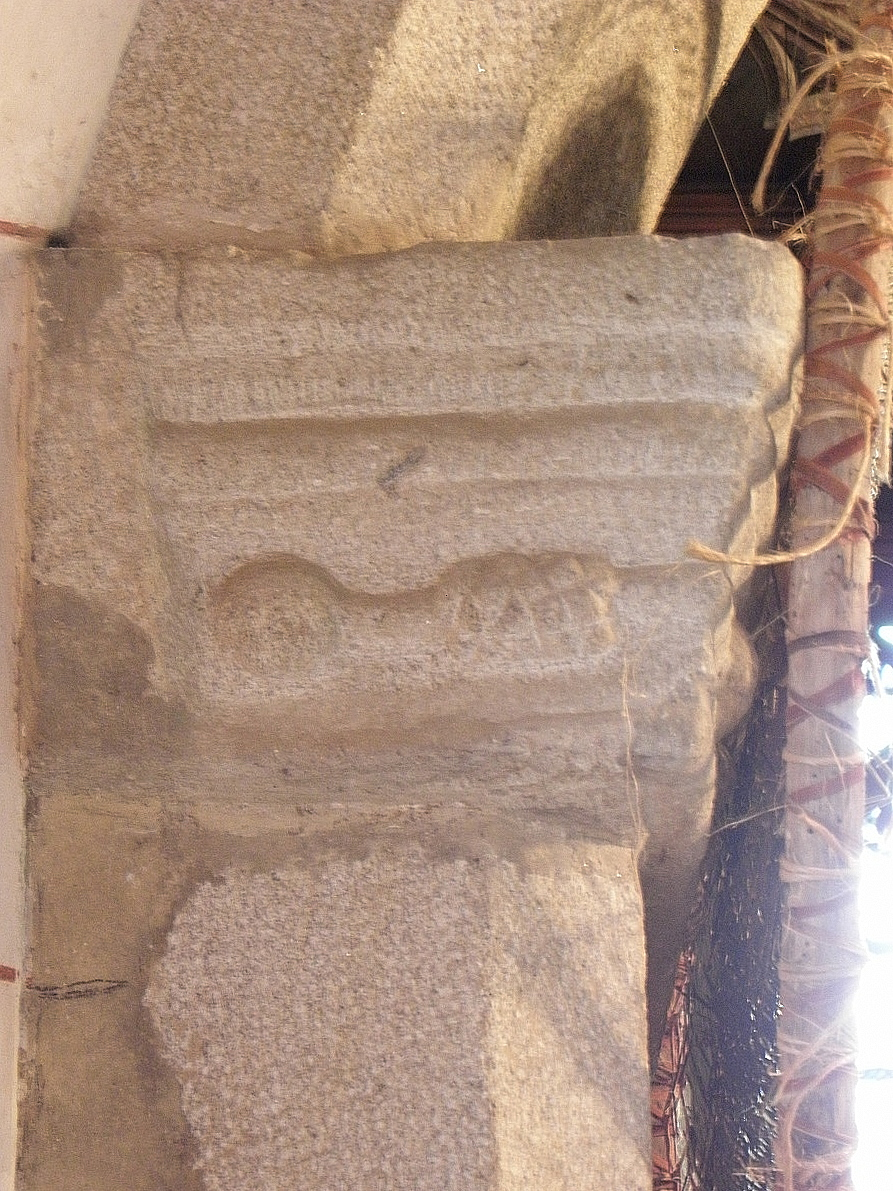
La cordelière d'Anne de Bretagne sculptée sur le chapiteau occidental de la première arcade de la nef.
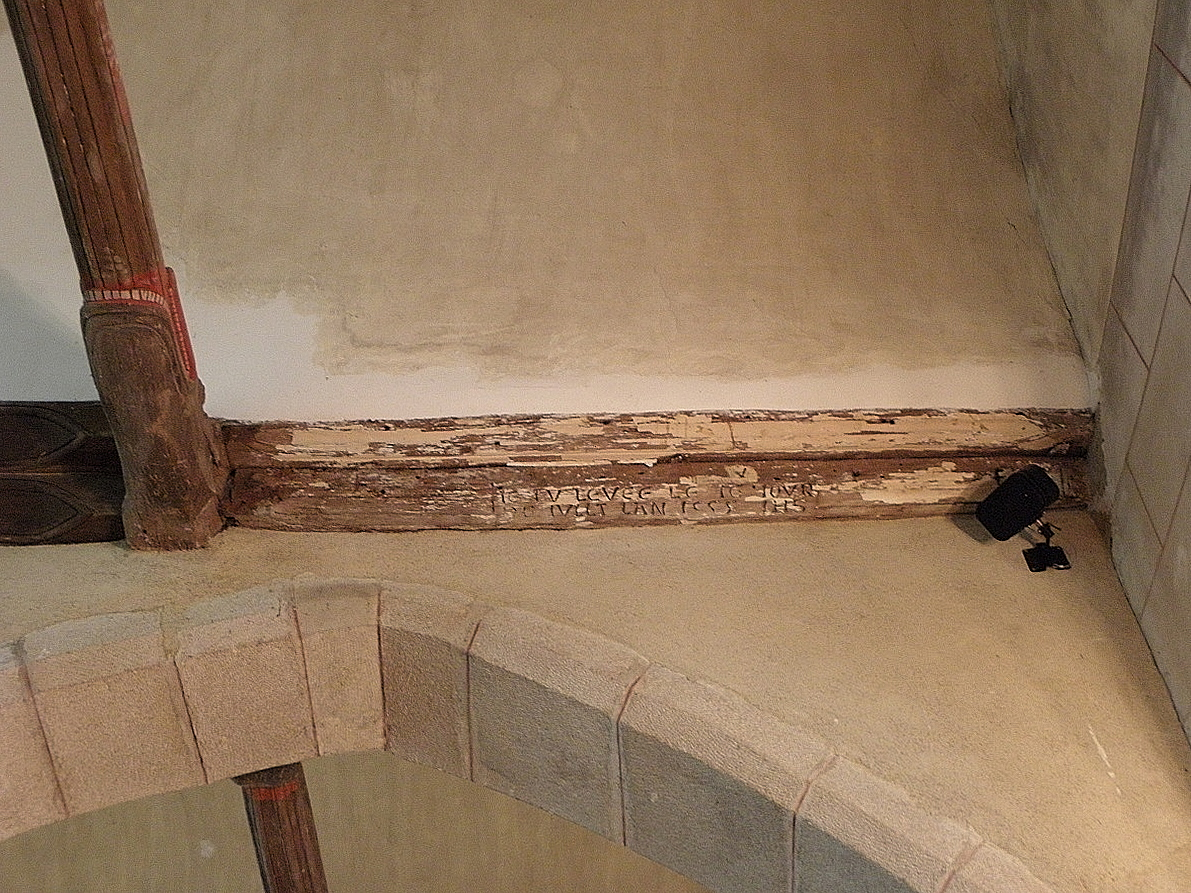
Sablière de la première chapelle septentrionale datant de 1555.

L'édifice est inscrit au titre des monuments historiques en 1926.

## Architecture

### Extérieurs

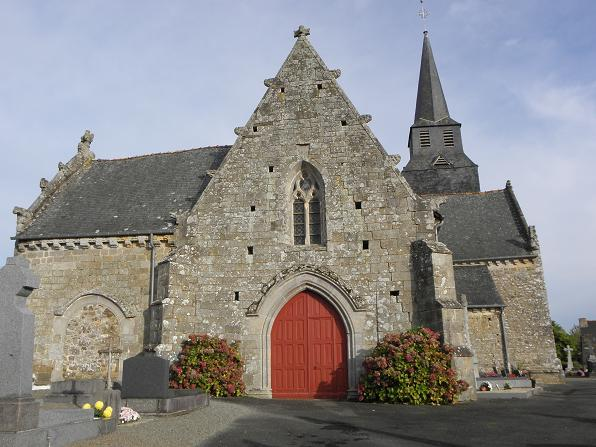
La façade occidentale.

L'église de La Baussaine présente extérieurement des volumes complexes, imbriqués, fruits d'une construction progressive, par agrégats autour de la nef originelle datant de la seconde moitié du XVe siècle. De la construction primitive subsistent aujourd'hui la façade occidentale du vaisseau principal, la partie antérieure de sa costale sud, aveugle, ainsi que le chœur à chevet plat. L'édifice développe un parti allongé, irrégulier, et présente de nombreux décrochements de toitures. 
- La façade occidentale, dissymétrique, est construite en pierres de taille de granite. Elle correspond au pignon de la nef que poursuit à gauche le mur gouttereau de la première chapelle septentrionale de l'église. Le corps principal, accosté de deux puissants contreforts à ressauts plantés de biais, est percé d'une porte ogivale ceinte d'une arcade dépourvue de chapiteaux et sommée d'une archivolte ornée de motifs feuillagés. De style gothique flamboyant, elle est surmontée d'une fenêtre fortement ébrasée garnie d'un meneau central, de deux arcs trilobés et d'un soufflet. Ponctuée de nombreux trous de boulins, cette façade est couronnée par un pignon effilé aux rampants amortis par deux gargouilles, hérissés de crochets et terminés par un fleuron. Au nord, le mur ouest de la première chapelle garde les traces d'une porte en anse de panier. Il est couronné de pseudo mâchicoulis décorés de motifs tréflés et porte le versant droit de la toiture de la première chapelle.

- La façade nord de l'édifice est caractéristique des églises gothiques de Haute-Bretagne. Quatre chapelles de gabarits différents dressent une suite de pignons ornés de gargouilles, crochets, fleurons et autres choux frisés. Séparées par des contreforts massifs, ces chapelles, construites en grand appareil, présentent des baies aux remplages flamboyants tempérés qui témoignent de la fidélité au style gothique en pleine époque moderne.

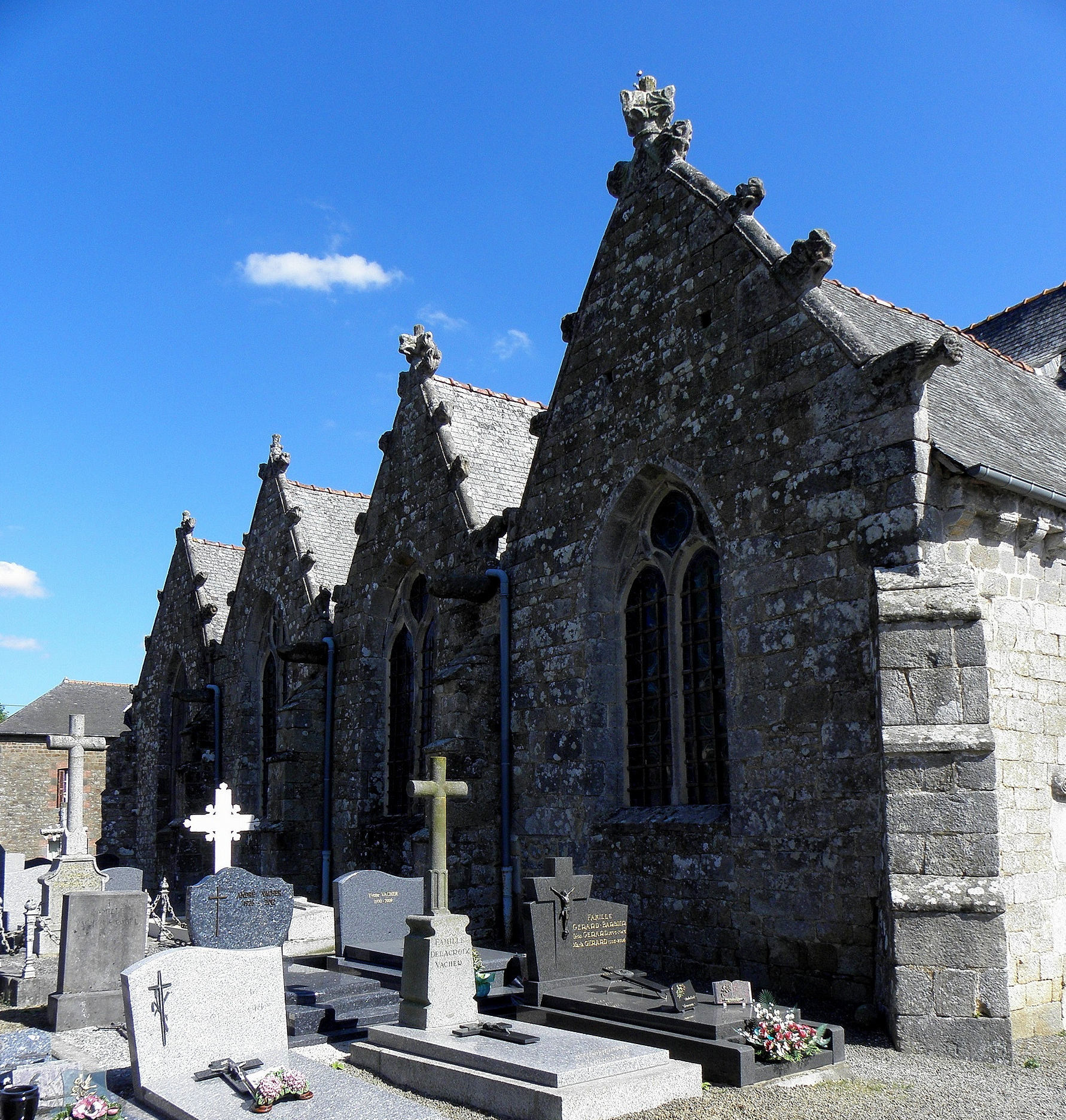
Enfilade des chapelles septentrionales.
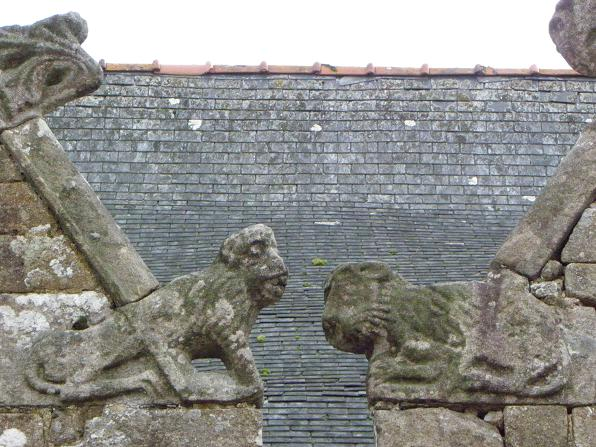
Monstres affrontés de deux rampants de pignons des chapelles septentrionales.
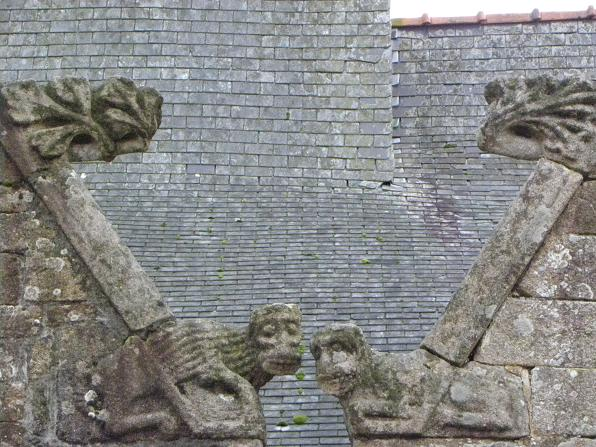
Gargouilles et crochets se dégageant devant le décrochement des toits de la nef et du chœur.

- Le chevet de l'édifice a fait l'objet d'un travail particulièrement soigné. Résolument gothique flamboyant, il est sensiblement contemporain du pignon occidental de l'église. En pierre de taille de granite, il présente de nombreux trous de boulins. Une maîtresse-vitre découpée en trois lancettes par deux meneaux et au tympan garni de remplages plus savants en constitue l'ornement majeur. Plat, ce chevet est circonscrit par deux contreforts plantés de biais et couronnés de pinacles. Il est sommé d'un pignon aigu agrémenté de crossettes et d'un fleuron. Une sacristie sans caractère architectural notable et couverte d'une toiture en croupe occupe son flanc méridional depuis les années 1830.

- La façade sud de l'église, partie la plus faible du monument, fait voisiner des éléments architecturaux disparates s'échelonnant du XVe siècle (la costale sud de la nef, aveugle) au XIXe siècle (la sacristie). La puissante tour-clocher, élevée à partir de 1575 et épaulée de massifs contreforts d'angles domine l'ensemble. Le rez-de-chaussée constituait l'antique sacristie tandis que l'étage était sans doute dévolu aux archives ou aux réunions du conseil de fabrique. Cette construction forte, en pierre de taille de granite, sert de base à un clocher de charpente couvert d'ardoises procédant par retraits successifs jusqu'à une haute flèche octogonale effilée, en passant par le beffroi, quadrangulaire. Une chapelle du XVIIe siècle, percée d'une porte à linteau droit et d'une fenêtre flamboyante décentrés, l'agrémente sur son flanc nord tandis qu'un petit porche couvert en appentis occupe l'angle formé par la nef et cette dernière partie à l'appareillage moins soigné. Cet édicule, doté de bancs latéraux et d'un bénitier, permet d'accéder au haut de la nef par une porte plein-cintre.

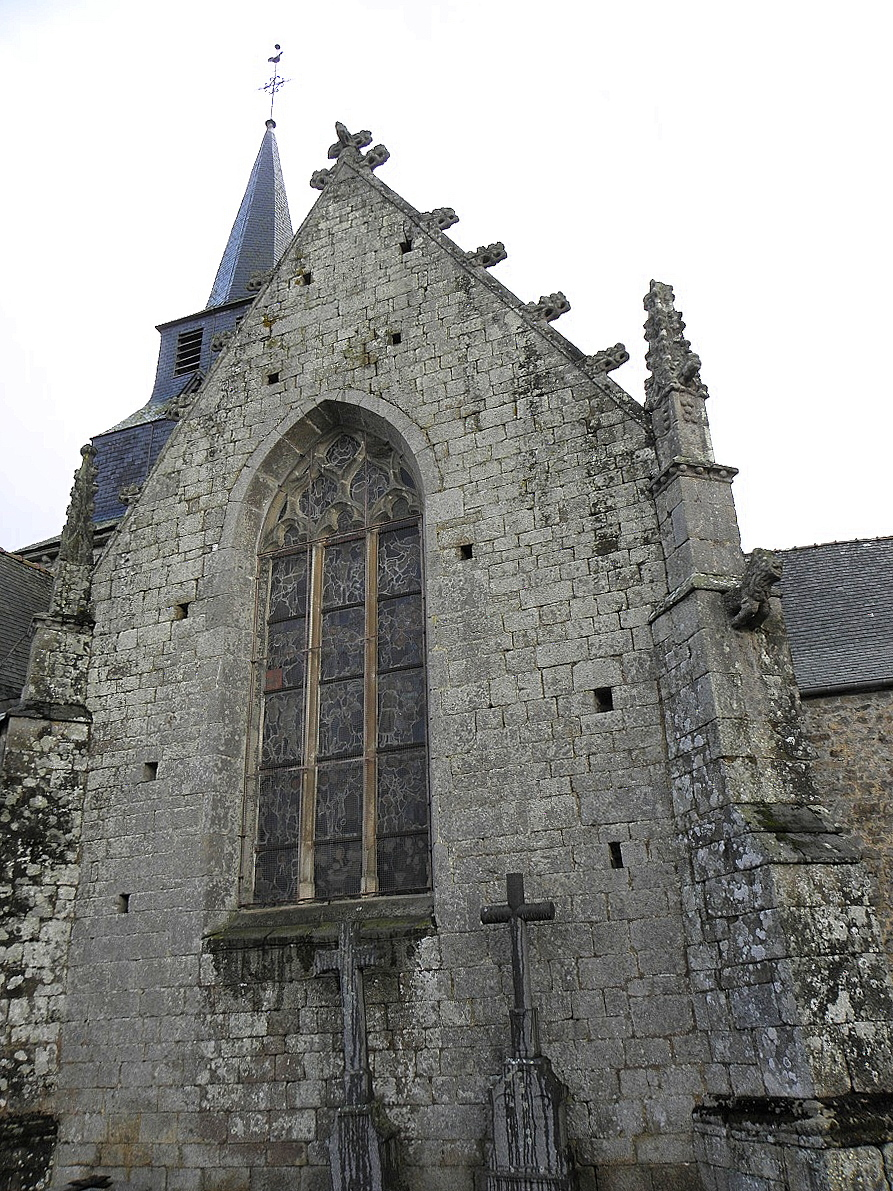
Le chevet.
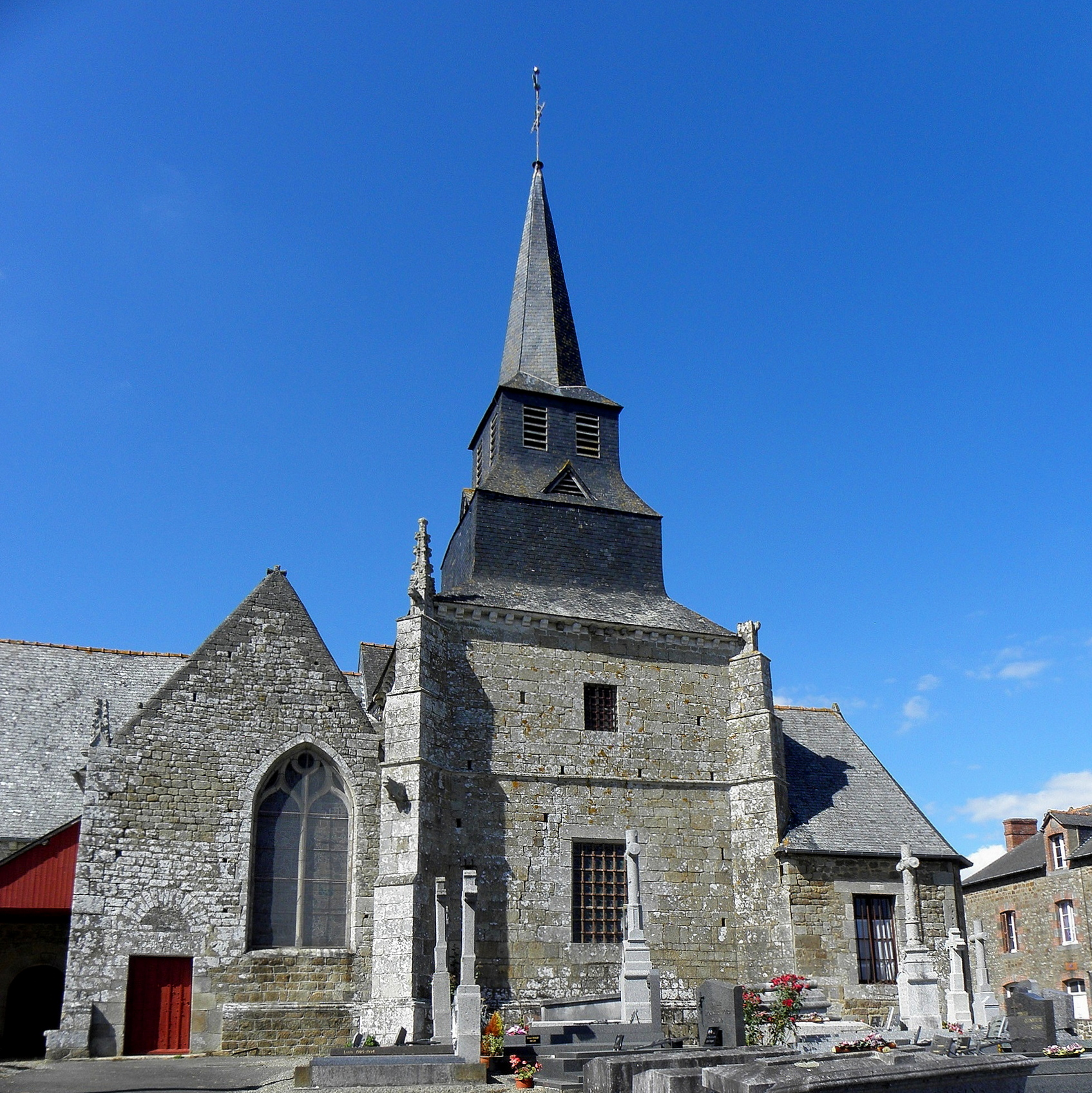
La chapelle et la tour clocher, au flanc sud de l'édifice.

### Intérieur
L'église de La Baussaine, orientée, est composée d'une nef accostée au nord de quatre chapelles formant collatéral sur toute sa longueur ainsi que de deux chapelles au sud, la seconde logée sous la tour-clocher. Ces dernières, ne communiquant pas entre elles, sont situées en haut de la nef que termine un chœur à chevet plat. De part et d'autre de la nef, les dernières chapelles, singulièrement plus importantes, forment un pseudo transept bas. L'élément architectural majeur de cette composition reste néanmoins l'arcature séparant les deux nefs, les quatre arcs, de tailles différentes, étant portés par des piliers ou colonnes aux gabarits et chapiteaux divers. Ces derniers supportent côté collatéral un arc ogival percé dans l'antique mur gouttereau des chapelles construites à des époques différentes. Développant un parti bas sans étage, l'église Saint-Léon est entièrement voutée de bois. La nef est ainsi couverte par un douvis poursuivi par celui du chœur qui prend appui sur des murs sensiblement plus hauts. Le collatéral nord, ponctué par de pseudo-arcs doubleaux, présente des douvis successifs perpendiculaires aux axes de circulation des deux nefs. La chapelle sous la tour affecte quant à elle un plafond orné de moulures datant visiblement du XIXe siècle.
La distribution intérieure de l'édifice apparaît fortement assujettie à l'axe est-ouest formé par la nef et le chœur, les trois entrées de l'église se situant pour une au milieu de la façade ouest de la nef, pour une autre sur son flanc sud, et pour la dernière dans la première chapelle sud qui n'a de communication qu'avec le vaisseau principal. La condamnation de la porte occidentale du collatéral nord a accentué la prééminence de la nef, la déambulation dans la nef secondaire n'étant possible qu'à partir du vaisseau majeur. La répartition des ouvertures contribue également à la prépondérance du vaisseau de la nef. La fenêtre occidentale n'offre qu'une source de lumière réduite, la maîtresse-vitre, à l'ouest, constituant la source principale de la luminosité directe auxquelles les baies du collatéral nord n'apporte un concours qu'indirect et limité. Dès l'entrée le regard a donc toute chance d'être attiré par la verrière de la Passion ornant le chœur de l'église.
Les inscriptions sur les sablières et les entraits à engoulants du couvrement apportent quelques éléments de fantaisie à une architecture somme toute assez sobre.

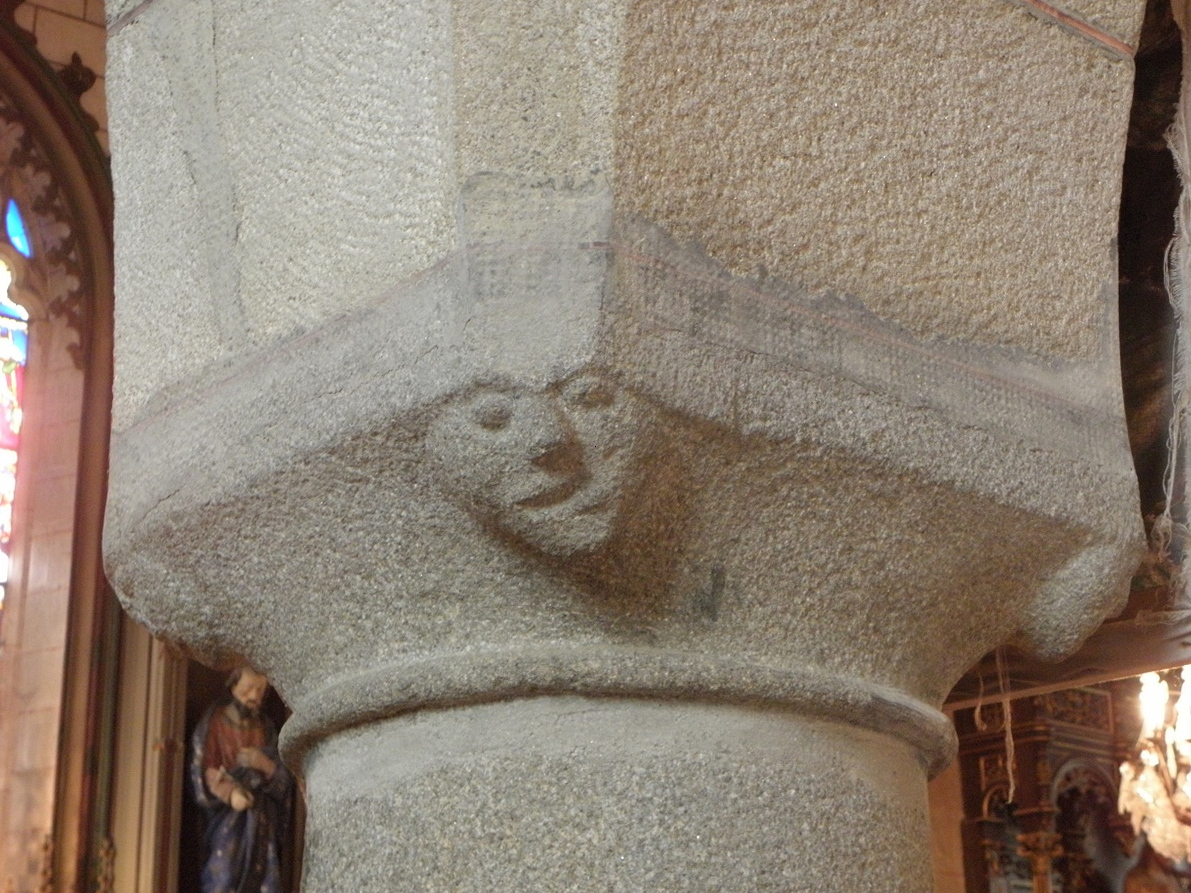
Dernier chapiteau de l'arcature nord, orné de têtes humaines.
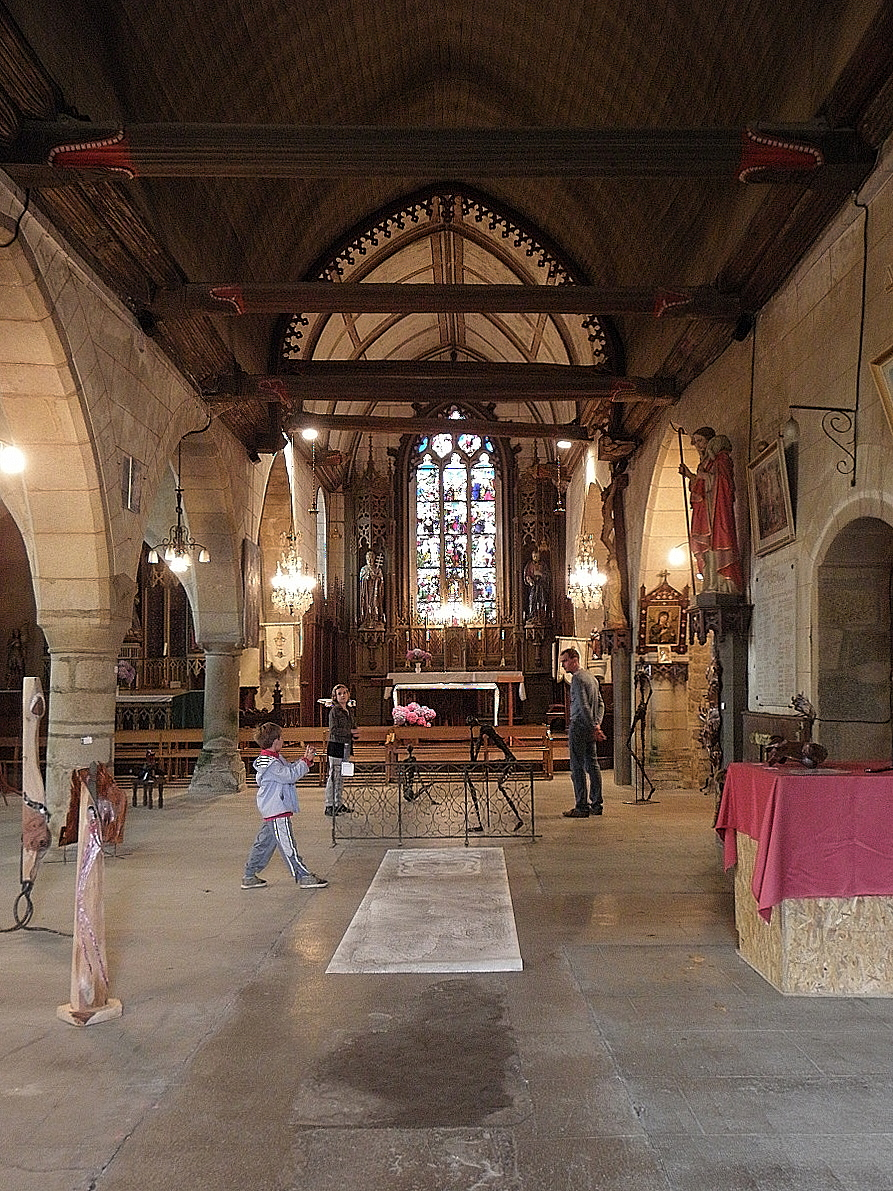
Le vaisseau principal couvert d'un douvis de bois porté par des sablières et maintenu par des poutres à engoulants.
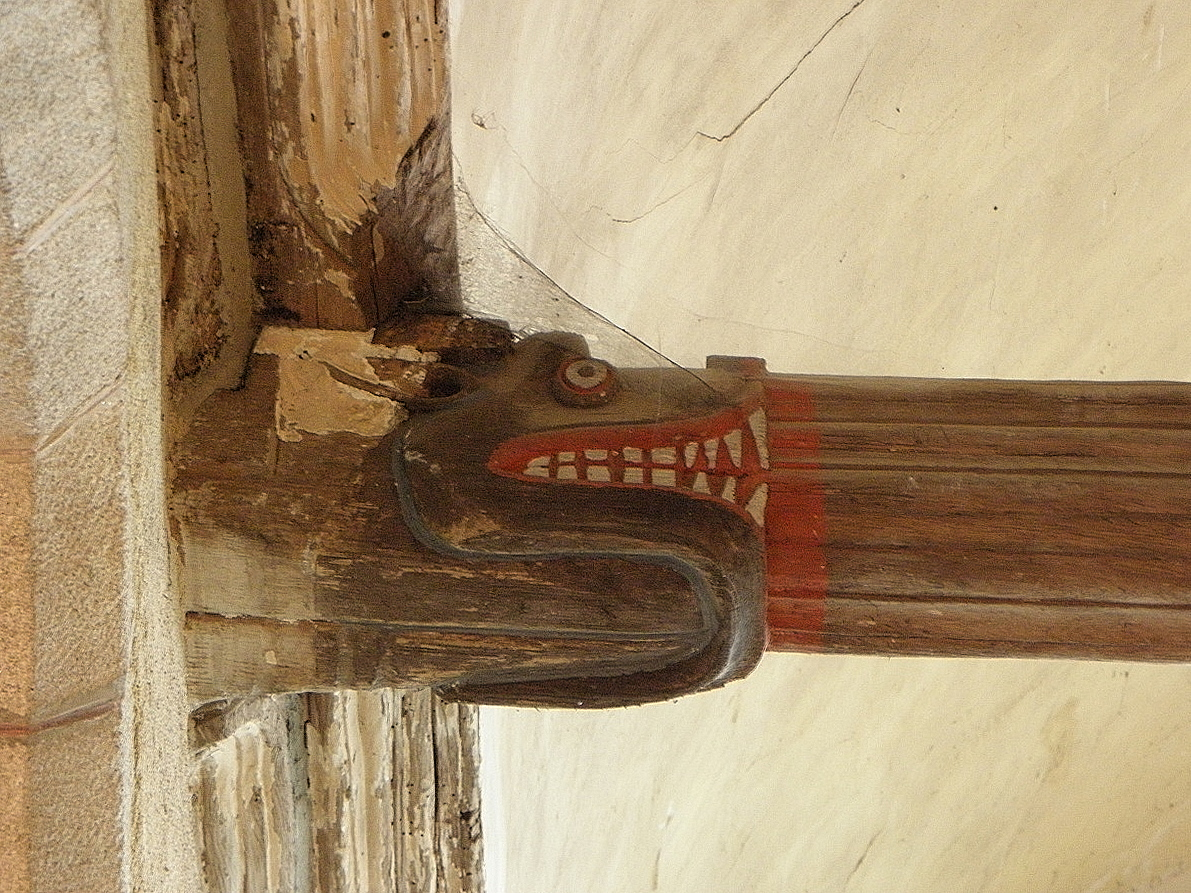
Engoulant du vaisseau principal.

### Les vitraux
Les vitraux de l'église Saint-Léon de La Baussaine en constituent l'élément le plus précieux ayant fait l'objet à ce titre d'une mesure de classement en 1906. Répartis dans quatre baies, ils datent de la première partie du XVIe siècle. Hormis la maîtresse-vitre qui porte un cycle cohérent relatant la Passion du Christ, les autres verrières regroupent des fragments d'origines diverses.
- Au revers de la façade occidentale, la mouchette de la baie recèle une Vierge de Pitié.
- Le vitrail de la dernière chapelle du collatéral (baie 03) offre un programme très hétérogène se décomposant comme suit :
  - au 1er registre : le serpent du jardin d'Éden et les mères des Saints-Innocents avec leurs enfants,
  - au2e registre : le Baptême du Christ et les Rameaux,
  - au 3e registre : la tentation, Adam et Ève chassés du Paradis, le Massacre des Innocents,
  - au 4e registre : Saint-Michel psychopompe et l'Enfer,
  - au tympan : le Christ en gloire entouré de la Vierge et Saint-Jean[6].
- Le vitrail ornant la première chapelle sud (baie 04) est garni quant-à-lui de scènes de l'enfance du Christ :
  - au 1er registre : Adoration des mages et circoncision,
  - au 2e registre : Nativité et songe de Saint-Joseph précédant la Fuite en Égypte de la Sainte-Famille,
  - au tympan : la Pentecôte[7].

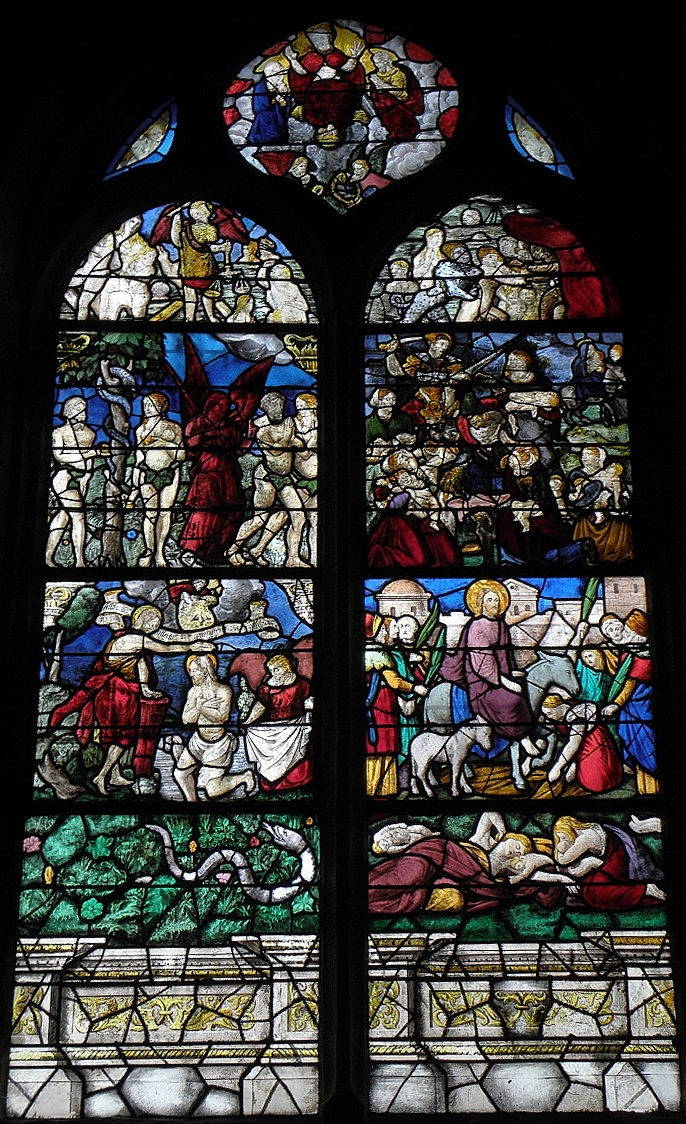
Verrière composite de la dernière chapelle septentrionale.
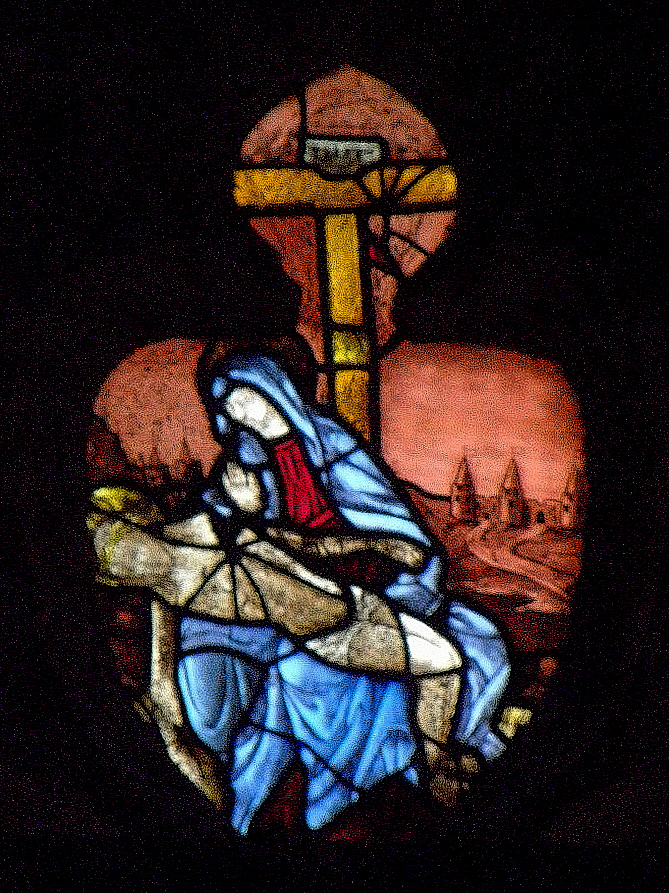
Vierge de Pitié de la façade occidentale.
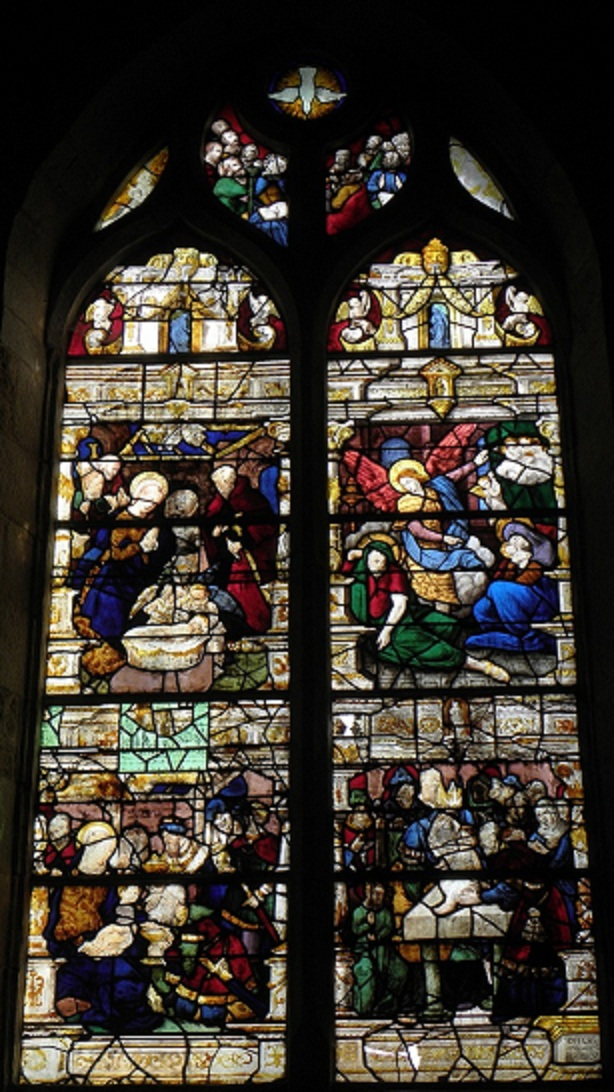
Verrière de l'enfance du Christ.

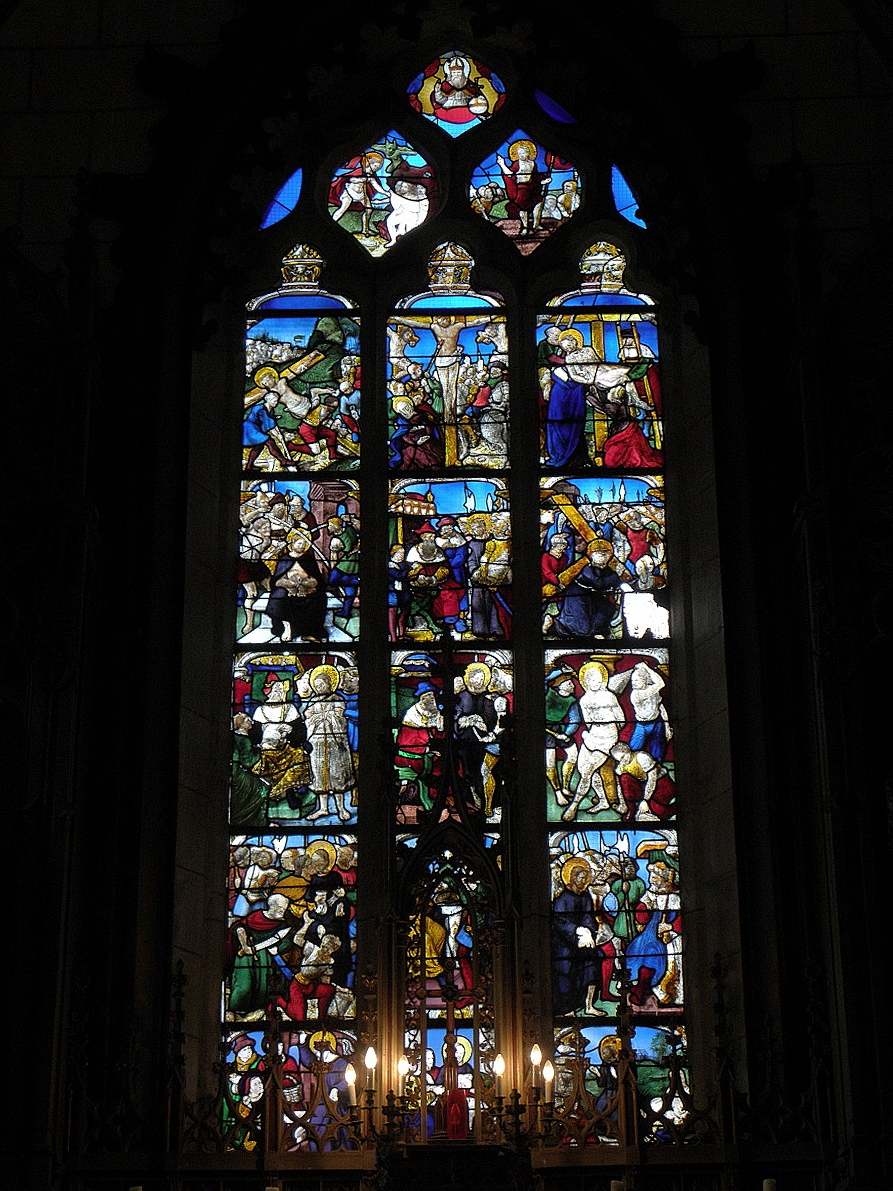
La maîtresse-vitre de la Passion.

- La maîtresse-vitre narre en dix-sept épisodes la Passion et la Résurrection du Christ. Elle est datée des années 1520-1530, ayant présenté jusqu'à la Révolution les armes du comte de Laval Guy XVI (1505-1531). Stylistiquement très proche de la maîtresse-vitre de l'église Saint-Ouen des Iffs[8], elle reprend le même thème mais à une échelle moindre. Elle constitue cependant une œuvre importante d'Ille-et-Vilaine avec les Passions des églises voisines de Saint-Gondran et Saint-Symphorien.
Trois lancettes déterminées par deux meneaux et couronnées d'un tympan organisé autour de trois médaillons et quatre écoinçons structurent fortement la lecture du récit, laquelle s'opère de la gauche vers la droite et du bas vers le haut. On trouve ainsi :
  - au 1er registre : Jésus chassant les marchands du Temple, la Cène (moderne), l'agonie à Gethsémani,
  - au 2e registre : le baiser de Judas, les comparutions devant Anne puis Caïphe,
  - au 3e registre : la première comparution devant Pilate, celle devant Hérode, la Flagellation,
  - au 4e registre : le couronnement d'épines, la seconde comparution devant Pilate, le portement de croix,
  - au 5e registre : la mise en croix, la Crucifixion, la déposition de croix,
  - au tympan : la descente aux limbes, la Résurrection et Dieu le Père.
  - Cette œuvre est classée depuis le 10 décembre 1906[9].

### Autres éléments remarquables
- Fonts baptismaux octogonaux, doubles et pédiculés. En granite, ils datent du XIVe siècle et portent les armes des seigneurs de Tinténiac (d'or à 2 jumelles d'azur, ou trois faces d'azur, une cotice de gueules brochant en bande sur le tout). Ils bénéficient d'une mesure de classement à titre d'objet depuis 1911[10].
- Pierre tombale au bas de la nef datant du XVe siècle et classée le 30 septembre 1911[11]. Elle présente des armoiries d'alliance, mi parti à dextre "gironné d'hermines et de gueules", qui est Boutier, et à senestre "d'azur à molette d'éperon d'argent, au chef cousu de sable et chargé d'une tête de loup arrachée et lampassée de gueules" (?), qui serait Brunel de la Béréchère.
- Vierge à l'Enfant du XVIIe siècle placée à l'autel septentrional.
- Deux sculptures de l'atelier de Jean-Baptiste Barré ornant le maître-autel (Saint-Léon et Saint-Joseph)[12].
- Important décor et mobilier néogothique dans le chœur.

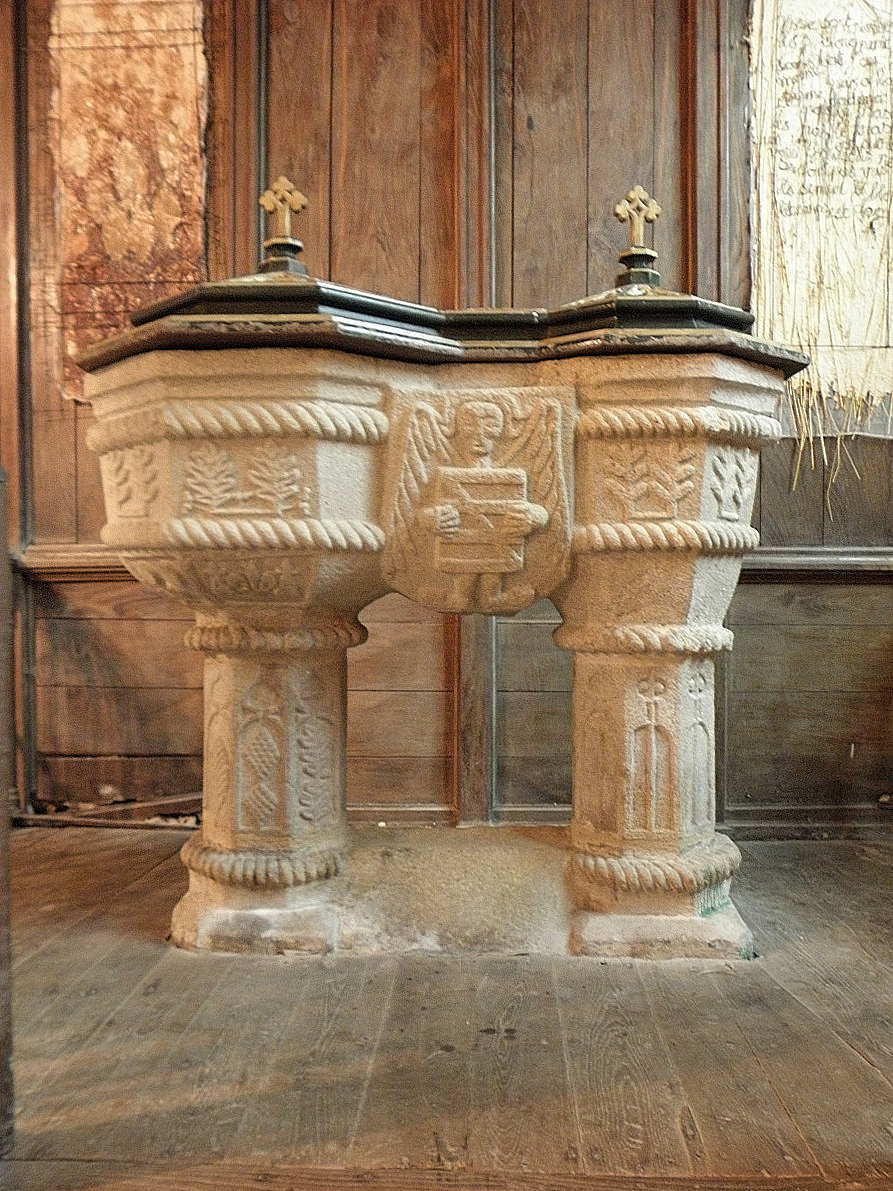
Fonts baptismaux.
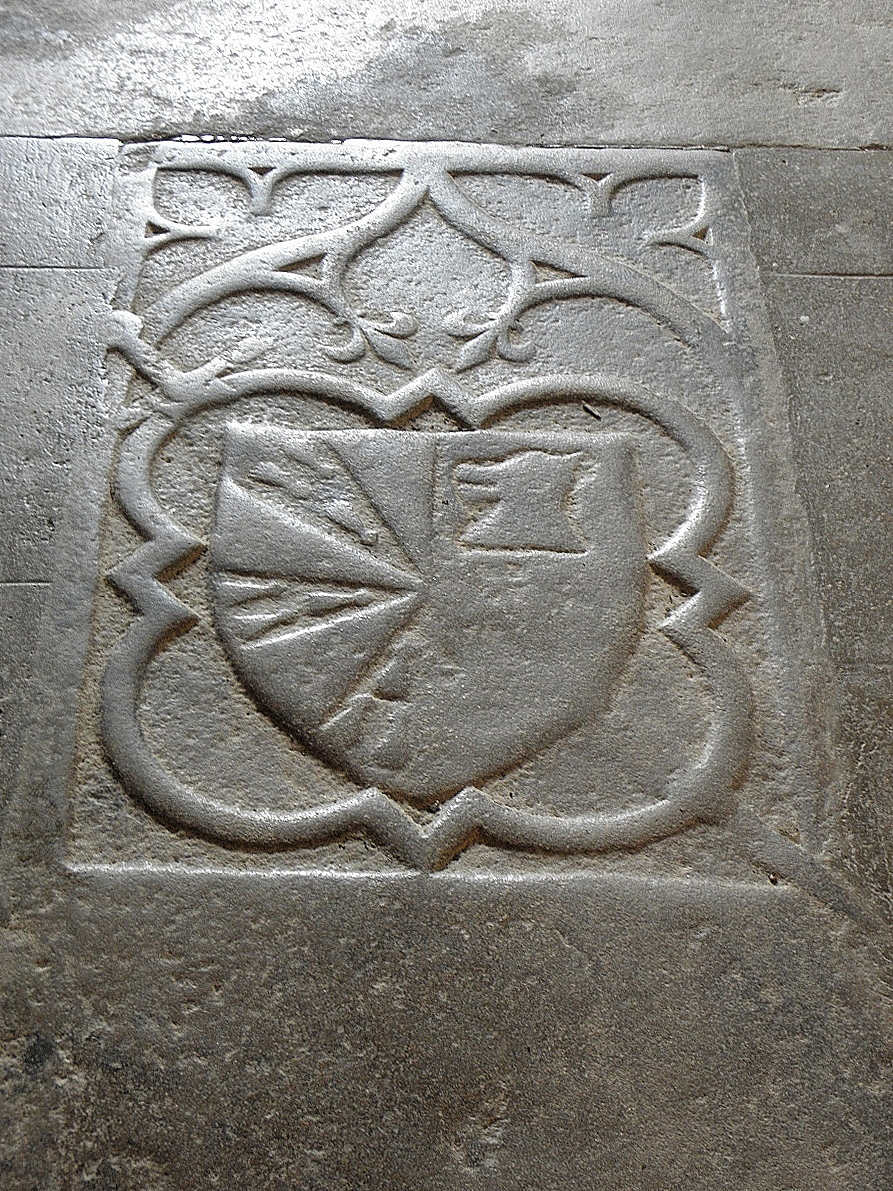
Pierre tombale classée.
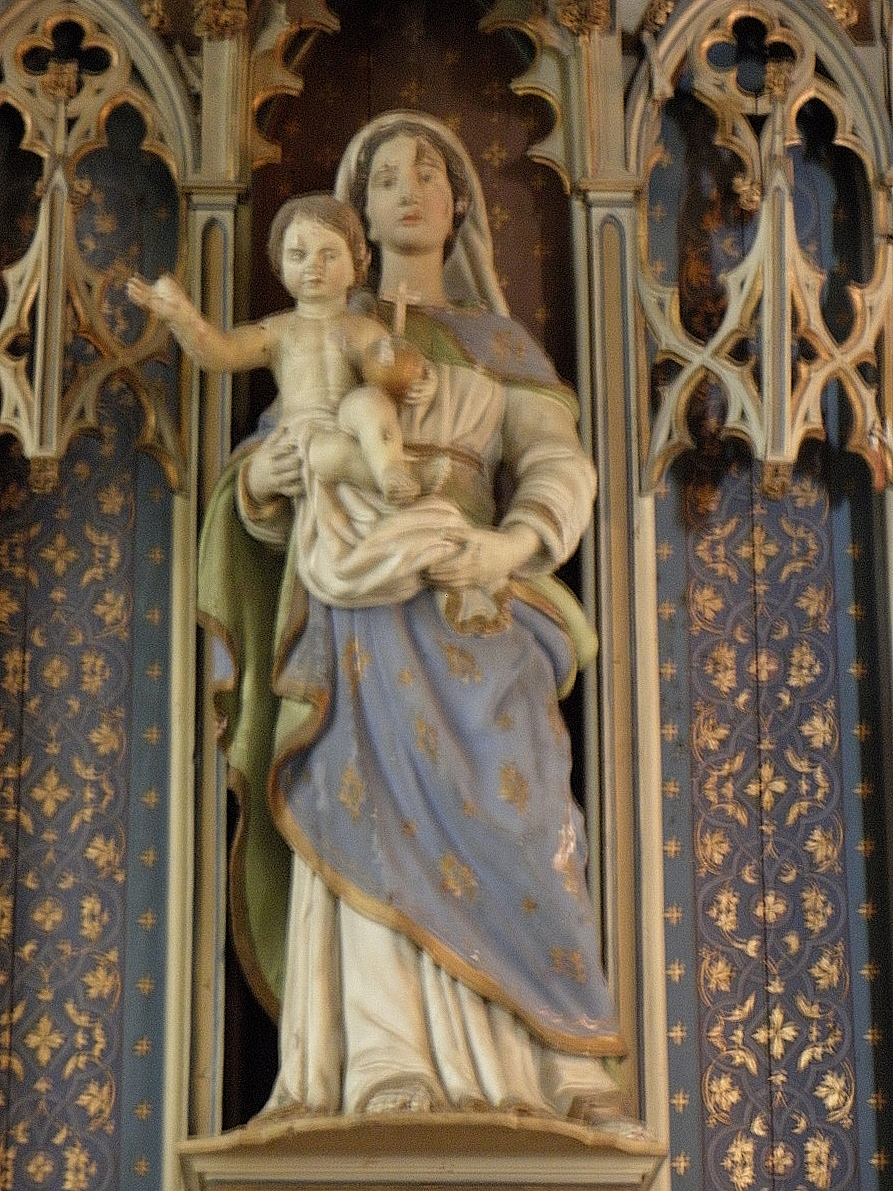
Vierge à l'Enfant du XVIIe siècle.

### Sources
- Archives départementales d'Ille-et-Vilaine, Série O: Communes, 3ob05: Église Saint-Léon de La Baussaine (O 1004).
- Archives diocésaines de Rennes, 1V676 : enquête de Mgr Brossay-Saint-Marc sur l'état du parc immobilier et mobilier religieux géré par les fabriques de son diocèse.